# Samuel R. McKelvie
Pour les articles homonymes, voir McKelvie.
Samuel Roy McKelvie, né le 15 avril 1881 et mort le 6 janvier 1956, est un homme politique républicain américain. Il est le 19e gouverneur du Nebraska entre 1919 et 1923.

## Sources
- (en) Cet article est partiellement ou en totalité issu de l’article de Wikipédia en anglais intitulé « Samuel Roy McKelvie » (voir la liste des auteurs).